# Lagynogaster bicolor
Lagynogaster bicolor är en tvåvingeart som beskrevs av Shi 1993. Lagynogaster bicolor ingår i släktet Lagynogaster och familjen rovflugor.
Artens utbredningsområde är Fujian (Kina). Inga underarter finns listade i Catalogue of Life.